# Club Aviación Nacional
El Club Aviación Nacional fue un club de fútbol creado en 1937 y que desapareció en 1939 tras un acuerdo con el Athletic de Madrid —actual Club Atlético de Madrid—.
Pese a su corta vida como club independiente fue campeón del Campeonato Regional de Aragón en 1939 lo que le dio acceso a disputar la Copa del Generalísimo de 1939 donde fue eliminado en cuartos de final.

## Historia
Tres oficiales de aviación de la 35 Unidad de Automóviles de Aviación, el Alférez Salamanca, el Teniente González Conlicosa y el Capitán Trujillo, debido a su afición al fútbol, se dedicaron a reclutar jóvenes futbolistas entre los soldados miembros del Ejército del Aire, y organizan los primeros partidos con finalidades patrióticas y benéficas, dando origen al nacimiento del Club Aviación Nacional, a mediados de 1937 en Calamocha, entre los que había muchos jugadores canarios.
Más tarde, en 1938, tuvo la Unidad 35 de automóviles de aviación que desplazarse a Zaragoza por motivo de la guerra civil española, con lo que el reciente club se asienta en esa ciudad y gana el Campeonato de Aragón 38-39, motivo por el cual disputa en 1939 la Copa del Generalísimo, siendo eliminados en cuartos de final por el Sevilla Football Club.
Finalizada la guerra, el club se traslada a Madrid, siendo su primer partido el disputado el 2 de mayo de 1939 en el campo de Vallecas frente al Deportivo Alavés.
En la temporada 1939-40 a punto de reanudarse el torneo liguero de fútbol, el club tenía calidad suficiente para hacerle frente a cualquier club nacional y quería jugar en Primera División sin tener que pasar por el trámite de jugar en Regional, ascender a Segunda y más tarde llegar a la máxima categoría.
El entonces Athletic Club de Madrid pasaba por un mal momento ya que acumulaba un déficit económico al que no podía hacer frente, el campo del Metropolitano estaba completamente destruido por la guerra, su plantilla diezmada y con la posibilidad de descender de categoría a Segunda División debido al hecho de haber quedado penúltimos en el Campeonato de Liga de 1935-36, último disputado antes de la Guerra Civil.
Los directivos del Athletic Club de Madrid, Cesáreo Galindez y Juan Tourón propusieron así al Capitán Bosmediano y al Teniente Salamanca que celebraran ambos clubes un acuerdo que podría beneficiar a todos. El Aviación Nacional había intentado fusionarse anteriormente con el Real Madrid, pero las condiciones que el club militar proponía no convencieron a los blancos. El Aviación exigía al club que se uniese a él imponer su nombre, su escudo, los colores de su uniforme, el 50% de los directivos y el presidente. Esas exigencias eran las que no convencían tampoco al Athletic Club de Madrid, ya que no quería perder sus señas de identidad. Las negociaciones no fueron fáciles, ya que el Nacional de Madrid también estaba interesado en fusionarse con el Aviación Nacional y el Athletic temía que esa posibilidad los relegara a tercer equipo madrileño. Por eso, insistió en sus conversaciones con los dirigentes del Aviación y finalmente el 4 de octubre de 1939 llegaron a un acuerdo que, y a pesar de que en ocasiones así se lo denomina, no se trató estrictamente de una "fusión" (lo cual explica que a día de hoy no se compute entre los títulos del club rojiblanco el Campeonato Regional de Aragón de 1939 que acababa de ganar el club aviador), sino de un cambio de denominación del club madrileño bajo ciertas condiciones, articulado conforme a cinco puntos: 
- Cambiar el nombre de “Athletic de Madrid” a “Athletic-Aviación Club” (poco después, pasaría a llamarse Club Atlético Aviación, desde el Decreto de 1940 que prohibió los anglicismos[3]).
- Que a pesar de lo anterior, "continuará rigiéndose por el mismo reglamento que hasta ahora lo venía haciendo el Athletic Club” (es decir, que seguiría siendo el mismo Club fundado en 1903, con otro nombre).
- Mantener los colores rojo y blanco de la camiseta y el pantalón azul y, en el escudo, poner el emblema del Aviación Nacional con el escudo del Athletic de Madrid superpuesto.
- Otorgar los mismos derechos a los miembros del Arma de Aviación (Ejército del Aire) que soliciten entrar en el club que a los actuales socios del mismo.
- Que el acuerdo habría de reconocerse por la Federación Castellana de Fútbol

Así, con esa serie de condiciones, ambos equipos resultaron beneficiados, y el Atlético de Madrid pudo sobrevivir a la Guerra y convertirse en un equipo fuerte y competitivo.
Tras la firma del acuerdo, desapareció formalmente el Club Aviación Nacional. Se nombró una Junta Directiva mixta y el Comandante Francisco Vives Camino fue nombrado presidente del club, aunque rápidamente fue sustituido por el Comandante Luis Navarro Garnica, siendo nombrado Vicepresidente José María Fernández Cabello, último presidente de Athletic Club de Madrid antes del acuerdo. En los demás puestos se nombró representantes de ambas entidades, entre ellos Bosmediano y Salamanca.
Todos los jugadores pertenecían al Servicio de Aviación, algunos eran militares y otros personal civil y cobraban un modesto sueldo incrementado, a veces, por primas. Para los desplazamientos del equipo se utilizaban autobuses del Ejército del Aire.
El escollo del descenso de categoría se solucionó ya que el Oviedo, club de primera división, solicitó una moratoria de un año para poder arreglar su campo de fútbol. La Federación decidió que la plaza del Oviedo disponible en Primera División se disputase a un único partido entre Osasuna y el Atlético de Aviación, último y penúltimo clasificado respectivamente en el Campeonato de Liga 1935-1936. Este partido se disputó en Mestalla el 26 de noviembre de 1939, y los de Madrid resultaron vencedores con un marcador de 3-1.

## Palmarés
- 1 Campeonato Regional de Aragón